# Бейт
Бейт — двовірш у поезії народів Сходу, виражає закінчену думку; може бути окремим віршем, може утворювати рубаї, газелі, касиди та інші форми східної лірики.

Зразок:

Знання — це скарб, йому ціни не зложиш.

Визбируй же його, де тільки можеш!

Рудакі (переклад В. Мисика)